# 부항로
부항로(Buhang-ro)는 경상북도 김천시 지례면 상부삼거리에서 김천시 구성면  을 잇는 도로이다.

## 주요 경유지
경상북도
- 김천시 (지례면 - 부항면 - 구성면)

## 노선
전 구간 지방도 제903호선에 속하므로 이에 대한 별도 표기는 생략한다.
| 이름         | 접속 노선                  | 소재지 | 소재지 | 비고 |
| ------------ | -------------------------- | ------ | ------ | ---- |
| 상부삼거리   | 남김천대로                 | 김천시 | 지례면 |      |
| 유촌교       |                            | 김천시 | 부항면 |      |
| 부항대교     |                            | 김천시 | 부항면 |      |
| 비룡교       |                            | 김천시 | 부항면 |      |
| 지좌 교차로  | 부황댐길                   | 김천시 | 부항면 |      |
| 부항터널     |                            | 김천시 | 부항면 |      |
| 수달교       |                            | 김천시 | 부항면 |      |
| 사등교       |                            | 김천시 | 부항면 |      |
| (이름없음)   | 지방도 제1089호선 (어천로) | 김천시 | 부항면 |      |
| 하대삼거리   | 하대3길                    | 김천시 | 부항면 |      |
| 수구미기고개 |                            | 김천시 | 부항면 |      |
| 대천교       |                            | 김천시 | 부항면 |      |
| 애것재       |                            | 김천시 | 부항면 |      |
| 마산교       |                            | 김천시 | 구성면 |      |
| (이름없음)   | 마산로                     | 김천시 | 구성면 |      |

## 주요 건물 및 시설
- 부항면 행정복지센터 (부항로 834/사등리 515-1)
- 김천부항 우체국 (부항로 993/월곡리 388-6)